# فصة شجيرية
الفصة الشجيرية (باللاتينية: Medicago suffruticosa) نوع نباتي يتبع جنس الفصة من الفصيلة البقولية.

## الموئل والانتشار
موطنها المغرب العربي وإسبانيا وفرنسا.